# 영웅출격
《영웅출격》(傲氣雄鷹: Proud and Confident)은 홍콩에서 제작된 이경주 감독의 1989년 영화이다. 유덕화 등이 주연으로 출연하였다.

## 출연

### 주연
- 유덕화
- 관지림
- 묘교위

### 조연
- 오진우
- 적위
- 린웨이
- 방강
- 진룡
- 장입기
- 임중기
- 여검성
- 구국양